# Cyanea recta
Cyanea recta là loài thực vật có hoa trong họ Hoa chuông. Loài này được (Wawra) Hillebr. mô tả khoa học đầu tiên năm 1888.